# Keine Angst Liebling, ich pass schon auf!
Keine Angst Liebling, ich pass schon auf! ist eine Schweizer Filmkomödie von Erwin Strahl aus dem Jahre 1970.

## Handlung
Der Wiener Architekt Armin Felsner geht in die Schweiz auf Geschäftsreise. Er verschweigt jedoch seiner Frau Edith, dass er in Begleitung der attraktiven Gerti unterwegs ist. Insgeheim hofft er auf ein amouröses Abenteuer. 
Als Edith die wahren Absichten ihres Gatten erfährt, reist sie ihm unverzüglich nach. In verschiedenen Verkleidungen gelingt es ihr, die Seitensprünge ihres Mannes zu vereiteln und ihn so zur Aufgabe seines Vorhabens zu zwingen.

## Hintergrund
Für Erwin Strahl, den Ehemann der Hauptdarstellerin Waltraut Haas, war es die einzige Regiearbeit. Die Kosten beliefen sich auf 500’000 Franken. Obwohl es sich um eine Schweizer Produktion handelte, stammten die meisten Mitwirkenden vor und hinter der Kamera aus dem bundesdeutschen oder österreichischen Unterhaltungsfilm.
Die Dreharbeiten fanden in Hertenstein statt. Mit dem gleichen technischen Stab und teilweise den gleichen Schauspielern wurde zur selben Zeit der Film Immer die verflixten Weiber gedreht.
Zur Erstaufführung kam es am 28. August 1970 im Zürcher Kino Capitol. Der weitaus bekannteste Verleihtitel der Filmkomödie war Gejodelt wird zuhause!.

## Kritiken
„Gelungene Unterhaltung mit ironischen Schlaglichtern und vielen heiteren Einfällen.“